# Karen Vecchio
Karen Louise Vecchio, née en 6 mars 1971 à St. Thomas en Ontario, est une entrepreneure et femme politique canadienne. Elle représente la circonscription de Elgin—Middlesex—London à la Chambre des communes du Canada depuis 2015 sous la bannière du Parti conservateur du Canada.